# Храм Діви Марії Переможної
Храм Діви Марії Переможної і Святого Антонія Падуанського, монастир Святого Немовляти (чеськ. Kostel Panny Marie Vítězné a svatého Antonína Paduánského, нім. Kirche Maria vom Siege) — чеський римо-католицький храм, розташований в Празі, в районі Мала Страна.

## Історія

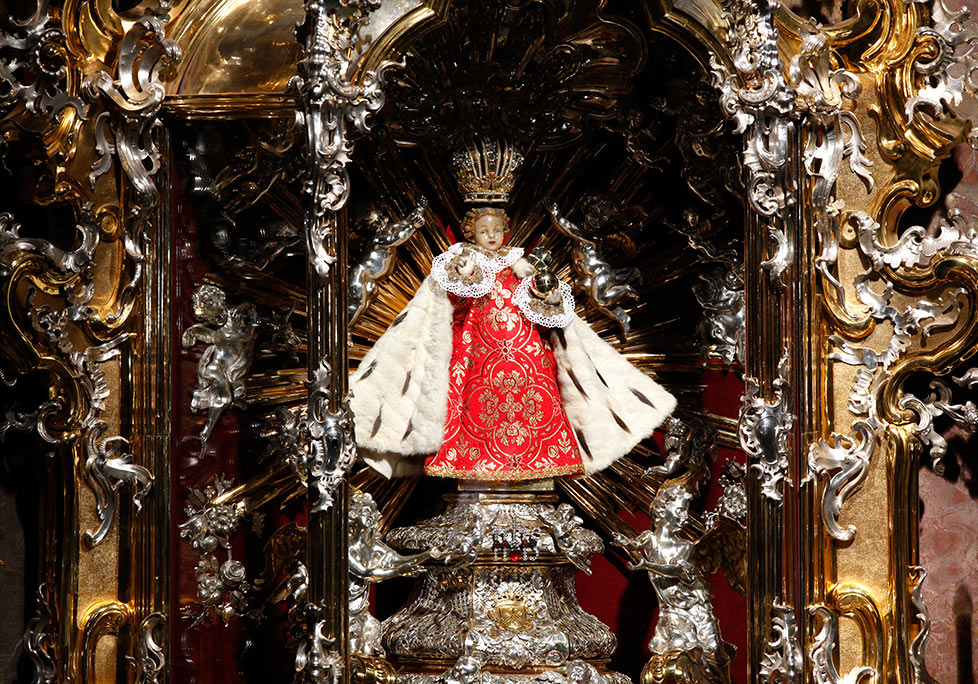
Реліквія храму — святе немовлятко

У 1584 році на місці, де зараз стоїть храм, була зведена каплиця «Святої Трійці». У храмі було дозволено проводити богослужіння після Білогірського бою, коли Католицька ліга розбила військо протестантів. У вересні 1624 р. церква віддали в тимчасове розпорядження ордену кармелітів, а 3 червня 1784 р. указом Йосипа II храм був відданий кармелітам під їх заступництво вже остаточно.
26 вересня 2009 р. церкву відвідав Папа Римський Бенедикт XVI і особисто проголосив церкву й статую Ісуса-немовляти, збережену в ній, першою станцією так званої «апостольської дороги» в Чехії.